# Шмиглі (Полтавський район)
Шми́глі — село в Україні, у Щербанівській сільській громаді Полтавського району Полтавської області. Населення становить 117 осіб. До 2017 орган місцевого самоврядування — Щербанівська сільська рада.

## Географія
Село Шмиглі примикає до сіл Гора та Тютюнники, на відстані 0,5 км від села Щербані та за 1,5 км від початку міста Полтава. Селом протікає пересихаючий струмок з загатами.

## Історія
12 червня 2020 року, відповідно до розпорядження Кабінету Міністрів України № 721-р «Про визначення адміністративних центрів та затвердження територій територіальних громад Полтавської області», село увійшло до складу Щербанівської сільської громади.
19 липня 2020 року, в результаті адміністративно - територіальної реформи та ліквідації Полтавського району(1925-2020), село увійшло до складу новоутвореного Полтавського району.

## Населення

### Мова
Розподіл населення за рідною мовою за даними перепису 2001 року:
| Мова       | Кількість | Відсоток |
| ---------- | --------- | -------- |
| українська | 112       | 95.73%   |
| російська  | 5         | 4.27%    |
| Усього     | 117       | 100%     |

## Люди
В XIX столітті селі жив український лірник Дорошенко Микола Федорович.